# Новенский сельский совет (Токмакский район)
Новенский сельский совет (укр. Новенська сільська рада) — входит в состав Токмакского района Запорожской области Украины.
Административный центр сельского совета находится в с. Новое.

## Населённые пункты совета
- с. Новое
- с. Мирное
- с. Пшеничное
- с. Ровное
- с. Харьково
- с. Чистополье